# Poświętne (Podlachia)
Poświętne è un comune rurale polacco del distretto di Białystok, nel voivodato della Podlachia.
Ricopre una superficie di 114,33 km² e nel 2004 contava 3 790 abitanti.